# Plainville, Connecticut
Plainville är en kommun (town) i Hartford County i delstaten Connecticut, USA med cirka 17 328 invånare (2000). Den har enligt United States Census Bureau en area på totalt 25,4 km² varav 0,1 km² är vatten.